# 兵庫県民会館
兵庫県民会館（ひょうごけんみんかいかん）は、兵庫県神戸市中央区にある兵庫県立の多目的ホールである。

## 概要
所在地は、神戸市中央区下山手通4-16-3. 県民福祉と文化の向上を図るため、1968年（昭和43年）に開館した。現在、この設置目的に基づき、音楽発表会・各種美術展・セミナー・会議・事務所などの使途で利用されている。

## 施設
鉄骨鉄筋コンクリート造 地上12階、塔屋2階、地下3階
- 会議室等（22室）
- 特別会議室（1室）
- アートギャラリー（4室、50 - 346平方メートル）
- ホール（360人収容）
- 和室・茶室（3室）

## 沿革
- 1968年7月13日 - 開館。